# Campeonato Sudamericano de Clubes Campeones 2008
El Campeonato Sudamericano de Clubes Campeones 2008 fue la cuadragésimo cuarta y última edición de lo que era el torneo más importante de clubes de baloncesto en Sudamérica, después de la Liga Sudamericana de Clubes. Participaron 6 equipos de 5 países sudamericanos: Argentina, Brasil, Chile, Ecuador y Uruguay.
El ganador de esta edición fue el equipo uruguayo Club Biguá de Villa Biarritz dirigido por Néstor García, tras ganar todos sus encuentros.

## Equipos participantes
| País             | Equipo                       | Vía de clasificación                                           |
| ---------------- | ---------------------------- | -------------------------------------------------------------- |
| Argentina 1 cupo | Libertad de Sunchales        | Campeón de la Liga Nacional de Básquet 2007-08                 |
| Brasil 2 cupos   | Minas Tenis Clube Joinville  | Campeón del Campeonato Sudamericano de Clubes Campeones 2007 - |
| Chile 1 cupo     | Liceo Mixto                  | Campeón de la Dimayor 2007                                     |
| Ecuador 1 cupo   | Barcelona Sporting Club      | Campeón de la Liga Nacional de Baloncesto 2008                 |
| Uruguay 1 cupo   | Club Biguá de Villa Biarritz | Campeón de la Liga Uruguaya de Básquetbol 2008-09              |

## Fase de grupos
| Equipo            | Pts | PJ | PG | PP | PF  | PC  | Dif  |
| ----------------- | --- | -- | -- | -- | --- | --- | ---- |
| Biguá             | 10  | 5  | 5  | 0  | 422 | 364 | +58  |
| Libertad          | 8   | 5  | 3  | 2  | 446 | 366 | +80  |
| Joinville         | 8   | 5  | 3  | 2  | 413 | 393 | +20  |
| Minas Tenis Clube | 8   | 5  | 3  | 2  | 372 | 359 | -13  |
| Liceo Mixto       | 6   | 5  | 1  | 4  | 355 | 398 | -43  |
| Barcelona         | 5   | 5  | 0  | 5  | 319 | 457 | -138 |

|  | Campeón |

### Fecha 1
| 28 de octubre, 17:00 | Biguá                                                                 | 84–77                | Minas Tenis Clube                                                   | Guayaquil                                 |  |
|                      | Parciales: 26-19, 21-16, 12-24, 25-18                                 |                      |                                                                     |                                           |  |
|                      | Estadísticas Leandro García Morales 27 Kevin Young 6 Martín Osimani 2 | Reporte Pts Reb Asts | Estadísticas 18 Facundo Sucatzky 5 Becker Murilo 6 Facundo Sucatzky | Pabellón: Coliseo Voltaire Paladines Polo |  |

| 28 de octubre, 19:30 | Joinville                                                            | 77–89        | Libertad de Sunchales                           | Guayaquil                                 |  |
|                      | Parciales: 23-20, 18-19, 17-24, 19-26                                |              |                                                 |                                           |  |
|                      | Estadísticas Williams 21 Souza Sobral 5 Brügger de Mello Rodrigues 3 | Pts Reb Asts | Estadísticas 15 Ginóbili 6 Markson 3 Sartorelli | Pabellón: Coliseo Voltaire Paladines Polo |  |

| 28 de octubre, 22:00 | Barcelona                                              | 65–78                | Liceo Mixto                                          | Guayaquil                                 |  |
|                      | Parciales: 17-19, 17-19, 13-19, 18-21                  |                      |                                                      |                                           |  |
|                      | Estadísticas Strickland 23 Cardenas 6 Navarro Macias 2 | Reporte Pts Reb Asts | Estadísticas 21 Saez Carvajal 3 Frey 4 Saez Carvajal | Pabellón: Coliseo Voltaire Paladines Polo |  |

### Fecha 2
| 29 de octubre, 17:30 | Libertad de Sunchales                     | 90–55                | Liceo Mixto                                  | Guayaquil                                 |  |
|                      | Parciales: 22-15, 20-11, 28-13, 20-16     |                      |                                              |                                           |  |
|                      | Estadísticas Orona 22 Pelussi 6 Pelussi 3 | Reporte Pts Reb Asts | Estadísticas 14 Garnett 4 Garnett 2 Espinoza | Pabellón: Coliseo Voltaire Paladines Polo |  |

| 29 de octubre, 19:45 | Minas Tenis Clubre                         | 53–67                | Joinville                                                          | Guayaquil                                 |  |
|                      | Parciales: 22-13, 11-15, 15-17, 5-22       |                      |                                                                    |                                           |  |
|                      | Estadísticas Shipp 20 Murilo 13 Sucatzky 4 | Reporte Pts Reb Asts | Estadísticas 17 Williams 9 Dos Santos 4 Brügger de Mello Rodrigues | Pabellón: Coliseo Voltaire Paladines Polo |  |

| 29 de octubre, 22:00 | Barcelona                                      | 54–96                | Biguá                                   | Guayaquil                                 |  |
|                      | Parciales: 16-28, 12-21, 14-26, 12-21          |                      |                                         |                                           |  |
|                      | Estadísticas Carcelen 18 Carcelen 8 Cárdenas 6 | Reporte Pts Reb Asts | Estadísticas 14 Young 8 Meira 5 Osimani | Pabellón: Coliseo Voltaire Paladines Polo |  |

### Fecha 3
| 30 de octubre, 17:30 | Liceo Mixto                                        | 85–92                | Joinville                                                         | Guayaquil                                 |  |
|                      | Parciales: 22-16, 21-23, 18-16, 9-16               |                      |                                                                   |                                           |  |
|                      | Estadísticas Briones 23 Briones 10 Saez Carvajal 6 | Reporte Pts Reb Asts | Estadísticas 19 Brügger de Mello Rodrigues 10 Dos Santos 5 Soares | Pabellón: Coliseo Voltaire Paladines Polo |  |

| 30 de octubre, 19:00 | Libertad de Sunchales                              | 89–90                | Biguá                                             | Guayaquil                                 |  |
|                      | Parciales: 18-21, 22-21, 30-21, 10-16 (T.E.: 9-10) |                      |                                                   |                                           |  |
|                      | Estadísticas Ginóbili 22 Markson 9 Ginóbili 6      | Reporte Pts Reb Asts | Estadísticas 44 García Morales 14 Young 4 Osimani | Pabellón: Coliseo Voltaire Paladines Polo |  |

| 30 de octubre, 22:00 | Barcelona                                        | 60–83                | Minas Tenis Clube                                   | Guayaquil                                 |  |
|                      | Parciales: 12-29, 17-19, 13-18, 18-17            |                      |                                                     |                                           |  |
|                      | Estadísticas Carcelen 22 Strickland 7 Cardenas 5 | Reporte Pts Reb Asts | Estadísticas 22 Fernandes Pinto 8 Murilo 4 Sucatzky | Pabellón: Coliseo Voltaire Paladines Polo |  |

### Fecha 4
| 31 de octubre, 17:30 | Minas Tenis Clube                                                  | 80–72                | Liceo Mixto                                 | Guayaquil                                 |  |
|                      | Parciales: 18-22, 27-16, 19-17, 16-17                              |                      |                                             |                                           |  |
|                      | Estadísticas Fernandes Pinto 27 Goncalves de Oliveira 9 Sucatzky 9 | Reporte Pts Reb Asts | Estadísticas 25 Garnett 8 Garnett 4 Garnett | Pabellón: Coliseo Voltaire Paladines Polo |  |

| 31 de octubre, 19:00 | Biguá                                             | 81–79                | Joinville                                           | Guayaquil                                 |  |
|                      | Parciales: 16-19, 9-9, 20-11, 22-28 (T.E.: 14-12) |                      |                                                     |                                           |  |
|                      | Estadísticas Osimani 26 Osimani 6                 | Reporte Pts Reb Asts | Estadísticas 20 Souza Sabral 10 Dos Santos 4 Soares | Pabellón: Coliseo Voltaire Paladines Polo |  |

| 30 de octubre, 22:00 | Libertad de Sunchales                       | 102–65               | Barcelona                                   | Guayaquil                                 |  |
|                      | Parciales: 28-18, 24-15, 23-9, 27-23        |                      |                                             |                                           |  |
|                      | Estadísticas Orona 26 Osborne 9 Saglietti 5 | Reporte Pts Reb Asts | Estadísticas 18 Clark 5 Carcelen 2 Carcelen | Pabellón: Coliseo Voltaire Paladines Polo |  |

### Fecha 5
| 1 de noviembre, 17:30 | Liceo Mixto                           | 65–71                | Biguá                                        | Guayaquil                                 |  |
|                       | Parciales: 19-27, 18-12, 13-25, 15-7  |                      |                                              |                                           |  |
|                       | Estadísticas Briones 18 Frey 6 Frey 4 | Reporte Pts Reb Asts | Estadísticas 22 Osimani 10 Freeman 4 Freeman | Pabellón: Coliseo Voltaire Paladines Polo |  |

| 1 de noviembre, 19:45 | Joinville                                                         | 98–85                | Barcelona                                   | Guayaquil                                 |  |
|                       | Parciales: 33-29, 25-7, 23-25, 17-24                              |                      |                                             |                                           |  |
|                       | Estadísticas Brügger de Mello Rodrigues 24 Dos Santos 13 Soares 7 | Reporte Pts Reb Asts | Estadísticas 29 Clark 8 Carcelen 2 Carcelen | Pabellón: Coliseo Voltaire Paladines Polo |  |

| 1 de noviembre, 22:00 | Minas Tenis Clubes                                    | 79–76                | Libertad de Sunchales                          | Guayaquil                                 |  |
|                       | Parciales: 24-15, 16-24, 23-14, 16-23                 |                      |                                                |                                           |  |
|                       | Estadísticas Fernandes Pinto 28 Sucatzky 5 Sucatzky 6 | Reporte Pts Reb Asts | Estadísticas 21 Osborne 5 Osborne 3 Sartorelli | Pabellón: Coliseo Voltaire Paladines Polo |  |

## Líderes estadísticos
| Nombre                  | Equipo    | PPP  |
| ----------------------- | --------- | ---- |
| Leandro García Morales  | Biguá     | 23.5 |
| Antwine Williams        | Joinville | 18.4 |
| Gustavo Orona           | Libertad  | 17.8 |
| Evandro Fernandes Pinto | Minas     | 17.6 |
| Manteiguinha            | Joinville | 17.2 |

| Nombre                    | Equipo    | RPP |
| ------------------------- | --------- | --- |
| Shilton Dos Santos        | Joinville | 8.6 |
| Murilo Becker             | Minas     | 6.8 |
| Kevin Young               | Biguá     | 6.5 |
| Jason Osborne             | Libertad  | 5.8 |
| Jefferson De Souza Sobral | Joinville | 5.2 |

| Nombre           | Equipo      | APP |
| ---------------- | ----------- | --- |
| Facundo Sucatzky | Minas       | 5.8 |
| Martín Osimani   | Biguá       | 4.3 |
| Espiga           | Joinville   | 4.2 |
| Raúl Cárdenas    | Barcelona   | 3.4 |
| Patrick Sáez     | Liceo Mixto | 3   |